# Ap bank fes '12 Fund for Japan
『ap bank fes '12 Fund for Japan』（エーピー・バンク・フェス いちに ファンド・フォー・ジャパン）は、Bank Band with Great Artistsの映像作品である。2013年5月13日にトイズファクトリーよりBlu-ray DiscとDVDで発売された。

## 概要
Bank Bandとしては初となるBlu-ray Discでの発売も行われた。アートディレクターは森本千絵。チーフディレクターはタカヌマイクヨ、ライブディレクターは大久保拓朗が務めた。
これまでのつま恋（2012年7月14 - 16日）に加え、兵庫県淡路市の国営明石海峡公園（阪神・淡路大震災の被災地、2012年8月4 - 5日）、宮城県柴田郡川崎町の国営みちのく杜の湖畔公園（東日本大震災の被災地、2012年8月18 - 19日）と、初の3カ所での開催となったap bank主催の野外音楽フェスティバル『ap bank fes '12 Fund for Japan』のライブ映像やドキュメンタリー映像を収録している。この作品の収益は東日本大震災の復興支援に充てられる。なお、7月14日に出演したスピッツの映像は収録されておらず、「to U」でも姿が映らないように編集がなされている。

## 収録曲

### Disc 1
1. よく来たね / Bank Band
2. 悲しみを越えていく色 / Salyu
3. 告白 / 平井堅
4. I'm Yours / JASON MRAZ
5. あの夏を忘れない / 吉川晃司
6. tokyo hotaru / 持田香織
7. Boyfriend -part II- / Crystal Kay
8. やさしさで溢れるように / JUJU
9. 永遠に / ゴスペラーズ
10. and I love you / KAN
Mr.Childrenの楽曲のカバー。
11. 不良倶楽部 / 横山剣
12. カーニバる? / ナオト・インティライミ
13. おんがく♬MUSIC / Def Tech
14. The Choice Is Yours / RHYMESTER
15. 2012Spark / ポルノグラフィティ
16. ユリーカ / スキマスイッチ
17. 月食 / 藤巻亮太
18. コノユビトマレ / スガシカオ
19. Physical / スガシカオ × Salyu
20. 奏逢 〜Bank Bandのテーマ〜 / Bank Band
21. ぼくらが旅に出る理由 / Bank Band
小沢健二の楽曲のカバー。

### Disc 2
1. 終わりのない歌 / Bank Band
ROGUEの楽曲のカバー。
2. Headlight / MONKEY MAJIK
3. Melodic Storm / ストレイテナー
4. その日が来るまで / 小田和正
櫻井和寿と共に歌唱。
5. スロウ / GRAPEVINE
6. 手をたたけ / NICO Touches the Walls
7. LOVE-SICK / 曽我部恵一BAND
8. トランスフォーマー / TRICERATOPS
9. 赤橙 / ACIDMAN
10. everybody feels the same / くるり
11. 1984 / andymori
12. 最後のニュース / 井上陽水
13. Tomorrow never knows / Mr.Children
14. HANABI / Mr.Children
15. Image / Mr.Children
16. シーソーゲーム 〜勇敢な恋の歌〜 / Mr.Children
17. to U / Mr.Children with Great Artists

### Disc 3
1. Bank Band / -DOCUMENTARY-
リハーサル映像やインタビューなどを収録。